# Lower Burrell
Lower Burrell är en stad (city) i Westmoreland County i delstaten Pennsylvania. Enligt 2010 års folkräkning hade Lower Burrell 11 761 invånare.